# Middlesex (Vermont)
Middlesex es un pueblo ubicado en el condado de Washington en el estado estadounidense de Vermont. En el año 2010 tenía una población de 1,731 habitantes y una densidad poblacional de 16 personas por km².

## Geografía
Middlesex se encuentra ubicado en las coordenadas 44°18′40″N 72°38′20″O / 44.31111, -72.63889.

## Demografía
Según la Oficina del Censo en 2000 los ingresos medios por hogar en la localidad eran de $51,765 y los ingresos medios por familia eran $58,527. Los hombres tenían unos ingresos medios de $37,083 frente a los $30,147 para las mujeres. La renta per cápita para la localidad era de $22,965. Alrededor del 6.2% de la población estaban por debajo del umbral de pobreza.